# Ronny Scholz
Ronny Scholz (født 24. april 1978) er en tysk tidligere professionel cykelrytter, som bl.a. cyklede for det professionelle cykelhold Gerolsteiner.